# جون سورينسن (راكب الكنو)
جون سورينسن هو راكب الكنو دنماركي، ولد في 5 أكتوبر 1934 في كوبنهاغن في الدنمارك.

## وصلات خارجية
- جون سورينسن على موقع أوليمبيديا (الإنجليزية)